# Nature Reviews Endocrinology
Nature Reviews Endocrinology è una rivista medica mensile sottoposta a revisione paritaria e pubblicata dalla Nature Portfolio. Pubblica articoli di revisione che trattano tutti gli aspetti dell'endocrinologia. La rivista è stata fondata nel 2005 col nome di Nature Clinical Practice Endocrinology & Metabolism e ha ottenuto il titolo attuale nell'aprile 2009.
La caporedattrice è Claire Greenhill.
Secondo il Journal Citation Reports, nel 2021 la rivista ha ricevuto un fattore di impatto pari a 47,564, collocandosi al primo posto fra 146 titoli presenti nella categoria "Endocrinologia e metabolismo".